# Henry Hartsfield
Henry Warren Hartsfield, Jr. (ur. 21 listopada 1933 w Birmingham w stanie Alabama, zm. 17 lipca 2014 w Houston) – inżynier i pilot wojskowy, astronauta amerykański.

## Wykształcenie oraz służba wojskowa
- 1950 – ukończył West End High School w Birmingham, stan Alabama.
- 1954 – został absolwentem Auburn University (Alabama), gdzie otrzymał licencjat z fizyki. Podczas studiów odbył kurs przygotowawczy dla oficerów rezerwy (ROTC – Reserve Officer Training Program). Pracę dyplomową z fizyki napisał na Duke University, a z astronomii na Air Force Institute of Technology.
- 1955-1964 – w czerwcu 1955 roku rozpoczął czynną służbę wojskową w siłach powietrznych. Pierwsze przeszkolenie przeszedł na kursie dla oficerów eskadr (Squadron Officer School). Później służył w 53 taktycznej eskadrze myśliwców (53rd Tactical Fighter Squadron) stacjonującej w bazie lotniczej Bitburg w Niemczech.
- 1965 – w bazie Edwards w Kalifornii ukończył Aerokosmiczną Szkołę dla Pilotów Doświadczalnych (USAF Aerospace Research Pilot School). Później, do momentu zakwalifikowania się do programu MOL, był instruktorem w tej szkole.
- 1971 – na University of Tennessee(inne języki) uzyskał tytuł magisterski w dziedzinie nauk inżynieryjnych.
- 1977 – w sierpniu zakończył czynną służbę wojskową, ale pozostał w NASA jako cywilny astronauta.

Jako pilot wylatał w swojej karierze ponad 7400 godzin, z czego przeszło 6150 na następujących samolotach z napędem odrzutowym: F-86, F-100, F-104, F-105, F-106, T-33 Shooting Star oraz T-38.

## Kariera astronauty i praca w NASA
- 1966 – 17 czerwca był jednym z pięciu pilotów doświadczalnych, których wybrano do kosmicznego programu sił powietrznych MOL (Manned Orbiting Laboratory). W grupie pilotów zakwalifikowanych do tego programu znaleźli się również późniejsi astronauci programu Space Shuttle: Robert Crippen, Karol Bobko, Charles Gordon Fullerton i Robert Overmyer. Zespół astronautów przygotowanych do programu MOL został rozwiązany w sierpniu 1969.
- 1969 – 13 sierpnia został członkiem 7 grupy astronautów NASA (NASA-7(inne języki)) i rozpoczął specjalistyczne szkolenie.
- 1970-1975 – w czasie realizacji programu Apollo Hartsfield wchodził w skład tzw. załogi wspierającej (support crew) podczas misji Apollo 16. Był również w składzie załogi rezerwowej misji Apollo 19, która pierwotnie była zaplanowana na grudzień 1973, ale została ostatecznie wykreślona z programu. Podczas innych załogowych misji księżycowych był operatorem łączności (Capcom) w centrum kierowania lotem. Podczas wszystkich trzech ekspedycji na stację Skylab astronauta był w załogach wspierających astronautów pracujących na orbicie.
- 1976-1985 – po rozpoczęciu realizacji programu Space Shuttle Hartsfield odbył przeszkolenie przewidziane dla pilotów promu kosmicznego. Był dublerem pilotów testowych misji STS-2 oraz STS-3. Pomiędzy 1982 a 1985 rokiem wziął udział w trzech lotach kosmicznych: jako pilot w STS-4 (czerwiec/lipiec 1982) oraz jako dowódca misji STS-41-D (sierpień/wrzesień 1984) i STS-61-A (październik/listopad 1985).
- 1986-1989 – do 1987 był zastępcą szefa Biura Astronautów NASA. Przez kolejne dwa lata pracował jako zastępca dyrektora biura w Centrum Lotów Kosmicznych imienia Lyndona B. Johnsona, które nadzorowało zarówno Biuro Astronautów jak i dział operacji lotniczych JSC. W 1989 czasowo przeniesiono go do biura lotów kosmicznych (Office of Space Flight) w głównej kwaterze NASA w Waszyngtonie. Pełnił tam funkcję dyrektora ds. integracji i analizy technicznej (Director of the Technical Integration). Odpowiadał bezpośrednio przed zarządcą ds. lotów kosmicznych. Zajmował się zagadnieniami związanymi z dostosowaniem systemu Space Shuttle do opracowywanej stacji kosmicznej.
- 1990 – został zastępcą kierownika wykonawczego w biurze projektowania stacji kosmicznej w Centrum Lotów Kosmicznych imienia George’a C. Marshalla (Marshall Space Flight Center) w Alabamie. Później pełnił funkcję zastępcy kierownika tego biura.
- 1991-1993 – w JSC pracował przy projektowaniu stacji kosmicznej Freedom.
- 1993-1996 – od grudnia 1993 kierował niezależną komisją analizującą projekt stworzenia Międzynarodowej Stacji Kosmicznej (International Space Station Independent Assessment). Zajmował się oceną planowanej wówczas stacji kosmicznej Alfa.
- 1996-1998 – we wrześniu 1996 został szefem niezależnej komisji ds. analizy programów i projektów dotyczących badań i opanowania przestrzeni kosmicznej przez człowieka (Human Exploration and Development of Space (HEDS) Enterprise).

## Po opuszczeniu NASA
- 1998 – po opuszczeniu NASA Hartsfield rozpoczął pracę w koncernie Raytheon, gdzie został wiceprezesem ds. serwisu aerokosmicznego.

## Nagrody i odznaczenia
- medal NASA „Za wyjątkowe zasługi” (NASA Exceptional Service Medal) – 1988,
- trzykrotnie medal NASA „Medal za Lot Kosmiczny” (NASA Space Flight Medal) – 1982, 1984 i 1985,
- dwukrotnie medal NASA „Za wybitne zasługi” (NASA Distinguished Service Medal) – 1982 i 1988,
- medal sił powietrznych „Za chwalebną służbę” (Air Force Meritorious Service Medal),
- General Thomas D. White USAF Space Trophy za 1973 rok,
- jego nazwisko umieszczono w Alabama Aviation Hall of Fame (1983),
- honorowy doktorat Auburn University w 1986,
- wpisany do Astronaut Hall of Fame (Panteonu Zasłużonych Astronautów) – 2006
- Universal Astronaut Insignia za lot orbitalny (nr 109, pośmiertnie) – Stowarzyszenie Uczestników Lotów Kosmicznych (Association of Space Explorers(inne języki))[1]

## Wykaz lotów
| Loty kosmiczne, w których uczestniczył Henry W. Hartsfield.             | Loty kosmiczne, w których uczestniczył Henry W. Hartsfield. | Loty kosmiczne, w których uczestniczył Henry W. Hartsfield. | Loty kosmiczne, w których uczestniczył Henry W. Hartsfield. | Loty kosmiczne, w których uczestniczył Henry W. Hartsfield. | Loty kosmiczne, w których uczestniczył Henry W. Hartsfield. |
| Lp.                                                                     | Data startu                                                 | Data lądowania                                              | Statek kosmiczny                                            | Funkcja                                                     | Czas trwania                                                |
| ----------------------------------------------------------------------- | ----------------------------------------------------------- | ----------------------------------------------------------- | ----------------------------------------------------------- | ----------------------------------------------------------- | ----------------------------------------------------------- |
| 1                                                                       | 27 czerwca 1982                                             | 4 lipca 1982                                                | STS-4 Columbia F-4                                          | Pilot wahadłowca                                            | 7 dni 1 godzina 9 minut i 32 sekundy                        |
| 2                                                                       | 30 sierpnia 1984                                            | 5 września 1984                                             | STS-41-D Discovery F-1                                      | Dowódca                                                     | 6 dni 56 minut i 4 sekundy                                  |
| 3                                                                       | 30 października 1985                                        | 6 listopada 1985                                            | STS-61-A Challenger F-9                                     | Dowódca                                                     | 7 dni 44 minuty i 53 sekundy                                |
| Łączny czas spędzony w kosmosie – 20 dni 2 godziny 50 minut i 29 sekund |                                                             |                                                             |                                                             |                                                             |                                                             |